# Mucopolisacaridosis tipo VI
La mucopolisacaridosis tipo VI, también conocido como síndrome de Maroteaux-Lamy es una rara enfermedad congénita del grupo de las mucopolisacaridosis. Está causada por deficiencia de la enzima arilsulfatasa B y produce trastornos óseos múltiples, talla baja y defectos de visión por opacidad de la córnea. El desarrollo intelectual es normal. Se incluye en el grupo de enfermedades conocidas como tesaurismosis (enfermedades por depósito).

## Frecuencia
Se han realizado diferentes estudios que han mostrado una frecuencia variable dependiendo de la zona geográfica, oscilando desde 1 caso por cada 238 000 nacidos en Portugal, hasta 1 por 1 298 000 nacidos en Columbia Británica y Canadá. Se estima que a nivel mundial se produce un caso por cada 340 000 nacimientos, por lo que deben existir unas 20 500 personas afectadas en todo el mundo.